# Misumena terrosa
Misumena terrosa is een spinnensoort uit de familie van de krabspinnen (Thomisidae).
De wetenschappelijke naam van de soort werd in 1944 gepubliceerd door Benedicto Abílio Monteiro Soares.